# Голышев, Виктор Петрович
Ви́ктор Петро́вич Го́лышев (род. 26 апреля 1937, Москва) — русский переводчик англо-американской литературы. Президент Гильдии литературных переводчиков. Сын переводчицы Елены Голышевой.

## Биография
Виктор Голышев родился в Москве. Учился в 110-й школе. В 1961 году окончил Московский физико-технический институт. В 1961—1966 годах работал в Институте автоматики и телемеханики АН СССР и в Московском институте стали и сплавов. В 1966 году — научный редактор в редакции физики издательства «Мир». В этом же году начал карьеру профессионального переводчика и в 1970 году вступил в Союз писателей СССР.
По собственному признанию, переводу нигде не учился. На вопрос, почему стал переводчиком, ответил так:

Отчасти случайно — призвание бывает у очень немногих людей… Во-первых, любил книжки. Как сказал один человек, это лучшее, что было в то время. Вторая причина: в школе в старших классах я был большим англоманом, а потом это пристрастие на Америку переключилось. <…> Я в коллективе работать не люблю, хочу всё делать один и один за это отвечать — частник, грубо говоря.

Сначала подрабатывал техническим переводом, потом вместе с другом за два дня перевёл рассказ Джерома Сэлинджера «Лучший день банановой рыбы». Перевод был опубликован в 1961 году в газете «Неделя». После этого стал переводить профессионально, специализируясь на английских и американских прозаиках XX века:

Мне это интереснее — по языку. Перевод ведь сам по себе содержит некоторую фальшь, ведь ты переводишь с английского на русский. Но переводить на язык, которым ты никогда не пользовался…

В 1991 году вёл курс западной литературы в Бостонском университете. Дружил с Иосифом Бродским, который посвятил ему знаменитое стихотворение «1972 год»; переводил его эссе.
С 1992 года преподаёт художественный перевод в Литературном институте имени А. М. Горького и руководит семинаром переводчиков с английского языка. Член общественного редсовета журнала «Иностранная литература». Имеет литературные награды, включая премию «Мастер» (2012).
С 1995 по 2000 год сотрудничал с телекомпанией НТВ в качестве переводчика текстов диалогов в иностранных кинофильмах («Клют», «Маска», «Человек дождя» и др.). Прекратил работу после дефолта.

## Отзывы
Работы Виктора Голышева высоко оцениваются критикой. Его причисляют к «золотой когорте» переводчиков, к которой принадлежат Михаил Лозинский, Валентин Стенич, Рита Райт-Ковалёва, Нора Галь, Николай Любимов, Соломон Апт. Отмечают, что «наше представление об американской литературе сложилось во многом благодаря замечательным переводам этого мастера». «Когда стало известно, что за перевод пятого тома „Гарри Поттера“ взялся Виктор Голышев… поклонники книги Дж. Роулинг вздохнули с облегчением». «Его переводы Джорджа Оруэлла, Трумана Капоте, Уильяма Фолкнера, Фрэнсиса Скотта Фицджеральда, Чарльза Буковски считаются эталонными, хотя сам он считает, что эталонных переводов не бывает».
Коллеги-переводчики тоже уважительно отзываются о Голышеве: «…с большим удовольствием прочитал переводы Голышева из Дэшела Хэммета»; «Вот в переводах Голышева не остаётся ни одного лишнего брёвнышка, никаких отходов, всё пошло в дело, всему нашлось место».

## Неполный список переводов

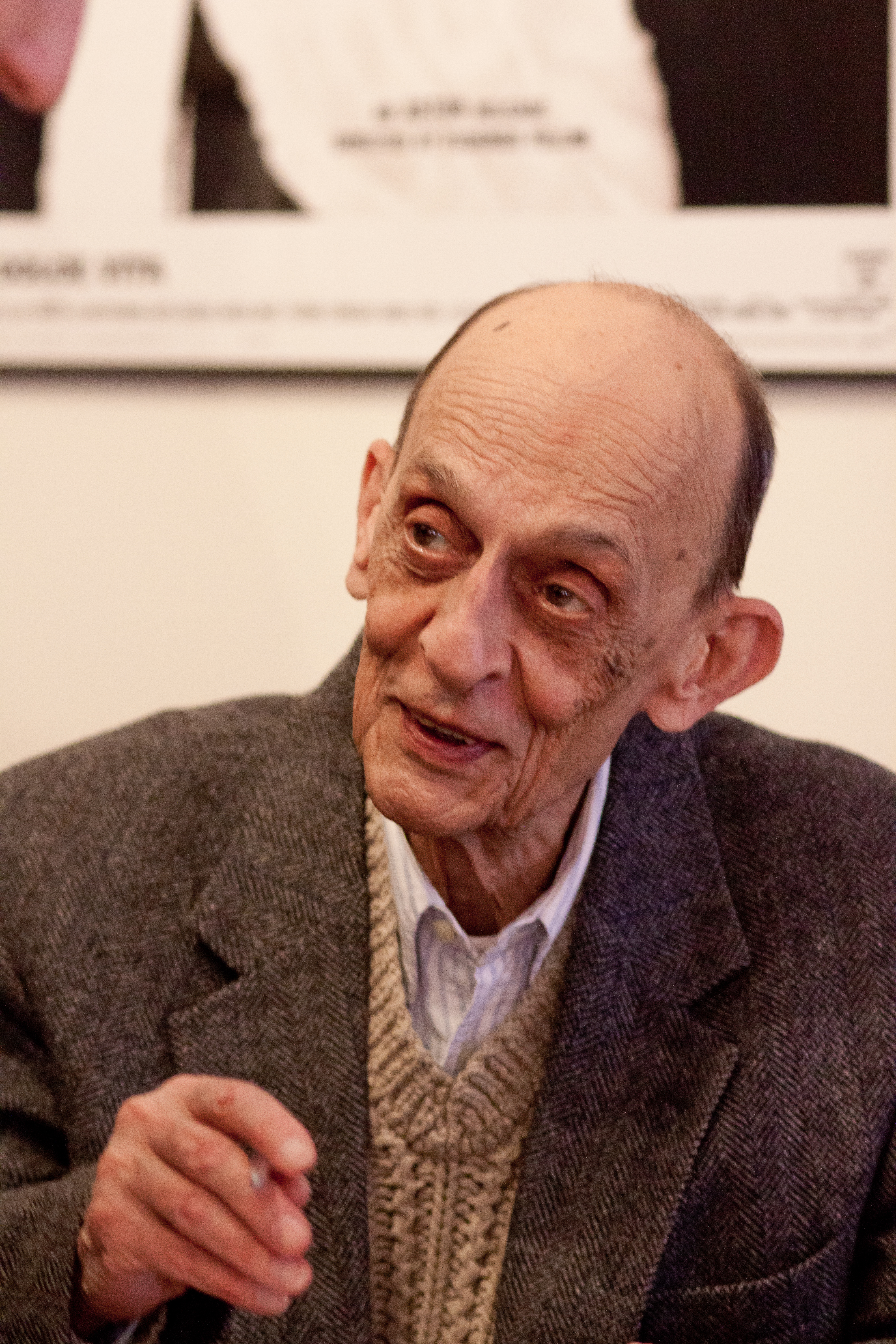
Виктор Голышев на встрече с читателями, 2017

- Иосиф Бродский, эссе «Меньше единицы», «Шум прибоя»
- Чарльз Буковски, «Макулатура»
- Уильям Гасс, «Мальчишка Педерсенов»
- Джеймс Джонс, «Пистолет»
- Сьюзен Сонтаг, «Ожидание Годо в Сараеве», «О фотографии», «Смотрим на чужие страдания»
- Труман Капоте, «Другие голоса, другие комнаты», «Завтрак у Тиффани»
- Кен Кизи, «Над кукушкиным гнездом»
- Иэн Макьюэн, Чизил-Бич
- Владимир Набоков, «„Превращение“ Франца Кафки»
- В. С. Найпол, «Флаг над островом»
- Джордж Оруэлл, «1984»
- Роберт Пенн Уоррен, «Вся королевская рать»
- Филип Пулман, трилогия «Тёмные начала» (совм. с Владимиром Бабковым)
- Джоан Роулинг, «Гарри Поттер и Орден Феникса» (совм. с Владимиром Бабковым и Леонидом Мотылёвым)
- Уильям Стайрон, «И поджёг этот дом»
- Джером Д. Сэлинджер, «Лучший день банановой рыбы» (совм. с Эриком Наппельбаумом)
- Торнтон Уайлдер, «Мост короля Людовика Святого», «Теофил Норт»
- Натанаэл Уэст, «День саранчи», «Подруга скорбящих»
- Уильям Фолкнер, «Свет в августе», «Когда я умирала»
- Дэшил Хэммет, «Проклятие Дейнов», рассказы «Большой налёт» и «106 тысяч за голову»
- Томас Вулф, «Смерть — гордая сестра»
- Сьюзен Коллинз, «Хроники Подземья» («Грегор Надземный», «Грегор и пророчество Турса», «Грегор и проклятие теплокровных»)
- Макьюэн, Иэн. «На берегу»

## Сводные издания
- Флаг над островом. Антология англо-американской прозы в переводах Виктора Голышева. СПб: Азбука-Классика, 2004

## Награды
- Почётная грамота Президиума Верховного Совета РСФСР (21 июля 1987 года) — за многолетнюю плодотворную литературную и общественную деятельность[14]